# 바바라 루나

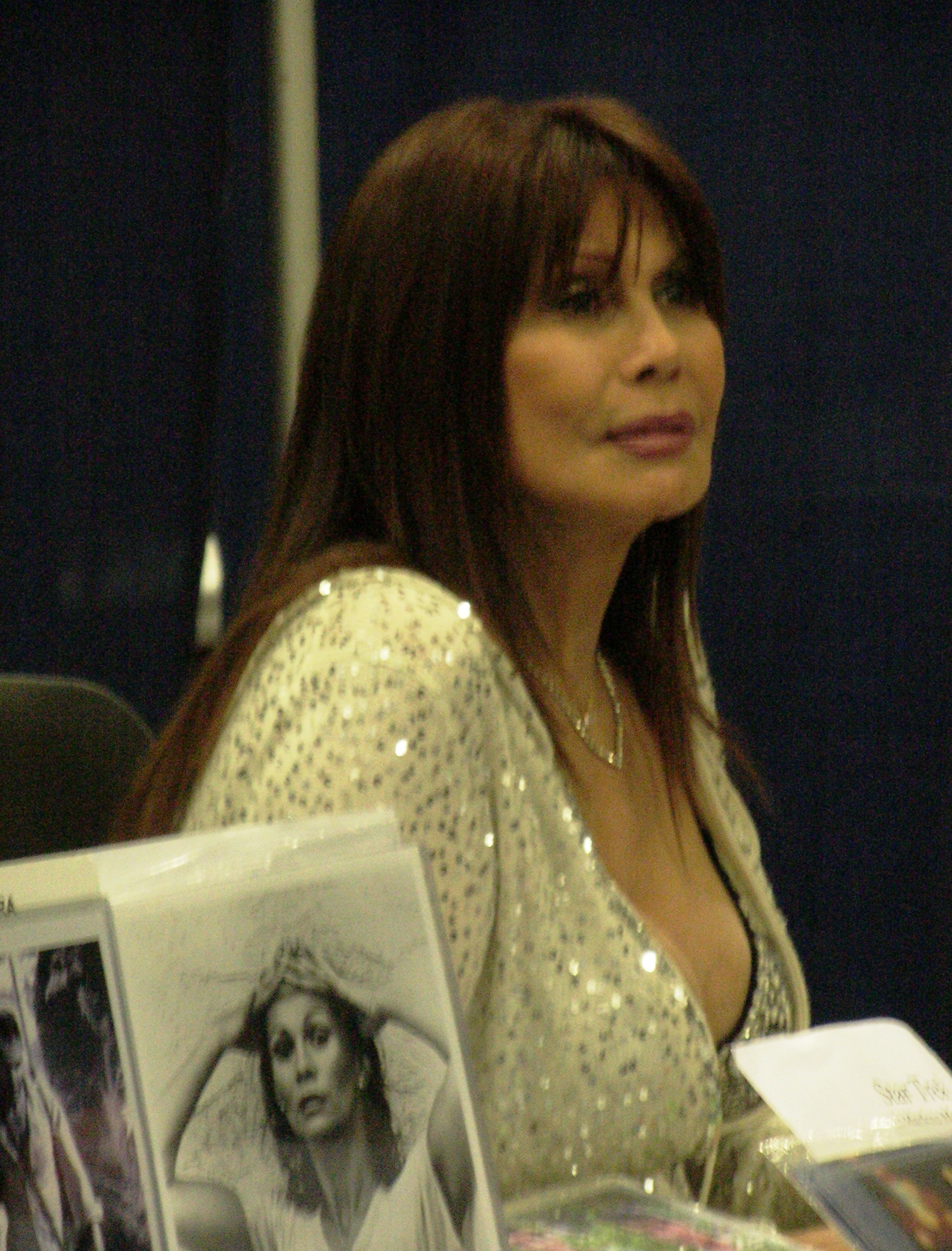

바바라 루나(BarBara Luna, 1938년 3월 2일 ~ )는 미국의 배우, 텔레비전 배우, 연극 배우, 영화배우이다.

## 영화
- 노리에가 (2000년)
- 더 콘크리트 정글 (1982년)
- 별들의 전쟁(영어판) (1979년)
- 꿈꾸는 낙원 (1978년)
- 여감방의 비밀 (1971년)
- 체 게바라 (1969년) - 애니타 마르쿠에즈 역
- 원 라이프 투 리브 (1968년)
- 하와이 5-0수사대 (1968년)
- 제5전선 (1966년)
- FBI (1965년)
- 바보들의 배 (1965년)
- 풍선기구의 5주 (1962년)
- 4시의 악마 (1961년)
- 엘머 갠트리 (1960년)
- 추격 (1959년)
- 조로 (1957년)